# Märtyrer von Alkmaar

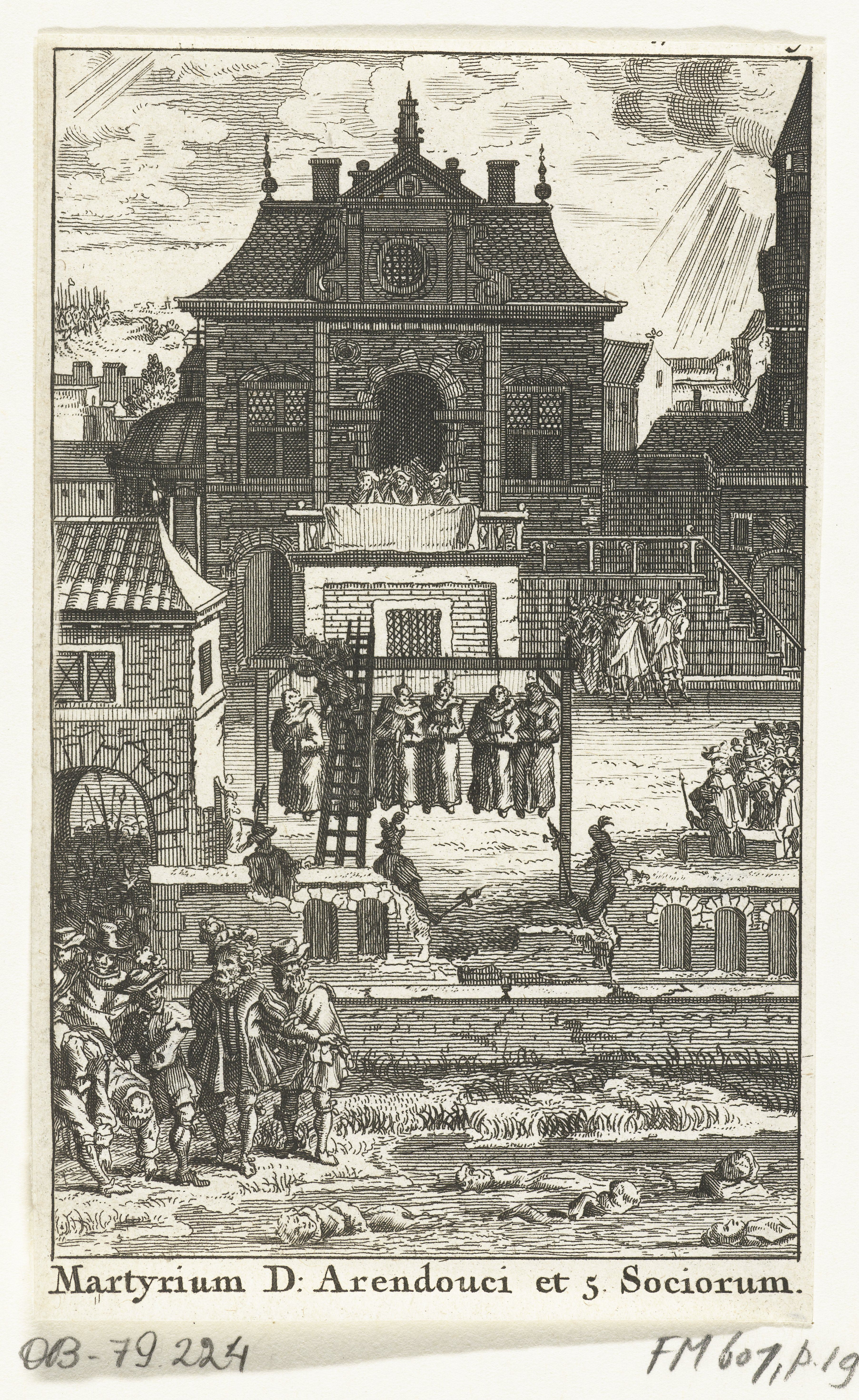
Pater Daniel Arendonk und fünf Ordensbrüder, 1572 in Alkmaar gehenkt

Die Märtyrer von Alkmaar waren fünf Franziskaner, die nach der Eroberung von Alkmaar im Jahr 1572 nach Enkhuizen verbracht wurden, wo sie von den Geusen gefoltert und gehängt wurden.

## Geschichte
Im Achtzigjährigen Krieg eroberten die Geusen unter Führung von Diederik Sonoy am 24. Juni 1572 Alkmaar in Nordholland. Sonoy, den Willem van Oranje in diesem Jahr zum Gouverneur von West-Friesland mit Sitz in Enkhuizen ernannt hatte, ließ die Ordensleute im Franziskanerkloster in Alkmaar verhaften und fünf von ihnen nach Enkhuizen verbringen. Den Gefangenen wurde mitgeteilt, sie würden freigelassen, wenn sie dem Katholizismus abschwören und Protestanten werden würden. Nachdem sie dies trotz Folter verweigerten, wurden sie am 25. Juni 1572 gehängt.
Die fünf in Enkhuizen Ermordeten waren:
- Pater Daniël van Arendonk
- Pater Cornelis van Diest
- Bruder Hadrianus van Gouda
- Pater Johannes van Naarden
- Pater Lodewijk Voets (latinisiert: Ludovicus Boethuis)

Ein weiterer Franziskanerbruder, Engelbert van Terborg, wurde später festgenommen, ebenfalls gefoltert und in Ransdorp bei Amsterdam gehenkt.
Im Gegensatz zu den bekannteren Märtyrern von Gorcum wurde diese Gruppe von Märtyrern nie selig- oder heiliggesprochen. 2020 wurde an der katholischen Sint Laurentiuskerk (Verdronkenoord 68) in Alkmaar eine Gedenktafel für die fünf Franziskaner angebracht.